# Eishockey-Regionalliga 1966/67
Zur 2. Regionalliga-Saison wurden die vier Gruppen Süd, Mitte, Nord und West auf die zwei Gruppen Süd und Nord reduziert und als Verzahnung zur Eishockey-Oberliga Qualifikationsrunden mit Mannschaften dieser Liga eingeführt.

## Teilnehmer
Durch die kurzfristige Aufstockung und Teilung der Oberliga rückten der Kölner EK, der eigentlich in der Relegation am Aufstieg gescheitert war, und der Essener RSC in die Gruppe Nord der Oberliga nach. Den weiteren freien Platz in der Oberliga spielten der Mannheimer SC und der EC Hannover aus; Mannheim gewann mit 10:4 und 8:6. 
Für die Regionalliga waren die ersten vier der vier regionalen Gruppen des Vorjahres qualifiziert. Der SC Frankfurt 1880 aus der Gruppe Mitte verzichtete, dafür rückte der VERC Lauterbach nach. Im Süden verzichtete der EHC Klostersee, hier rückte der SC Garmisch-Partenkirchen nach. Vor der Saison zog der Stuttgarter ERC seine Mannschaft zurück, so dass die Gruppe Süd nur mit 4 Teilnehmern ausgespielt wurde.
Die Mannschaften wurden in zwei Gruppen eingeteilt. Teilnehmer waren (in Klammern Gruppe/Platzierung des Vorjahres):
| Nord - Altonaer SV (3. Nord) - BFC Preussen Berlin (2. Nord) - HTSV Bremen (4. Nord) - ERC Westfalen Dortmund (4. West) - Hamburger SC (1. Nord) - EC Hannover (2. West) - VERC Lauterbach (5. Mitte) | Süd - SC Garmisch-Partenkirchen (5. Süd) - EV Pfronten (3. Süd) - ERV Ravensburg (1. Mitte) - SC Ziegelwies (2. Süd) |

## Modus
Zuerst wurde eine Einfachrunde in beiden Gruppen ausgetragen. Die ersten vier jeder Gruppe spielten mit den vier schlechtesten der entsprechenden regionalen Gruppen der Oberliga die Qualifikation zur Oberliga 1967/68. Zusätzlich spielten die beiden Gruppensieger die Regionalligameisterschaft aus.

## Regionalliga Nord
|    |                        | Sp | S  | U | N  | Tore    | Punkte |
| -- | ---------------------- | -- | -- | - | -- | ------- | ------ |
| 1. | EC Hannover            | 12 | 10 | 1 | 01 | 100:037 | 21:03  |
| 2. | ERC Westfalen Dortmund | 12 | 10 | 0 | 02 | 087:036 | 20:04  |
| 3. | Berliner FC Preussen   | 12 | 08 | 2 | 02 | 105:043 | 18:06  |
| 4. | Hamburger SC           | 12 | 05 | 1 | 06 | 059:064 | 11:13  |
| 5. | VERC Lauterbach        | 12 | 04 | 0 | 08 | 038:059 | 08:16  |
| 6. | HTSV Bremen            | 12 | 01 | 2 | 11 | 032:061 | 04:24  |
| 7. | Altonaer SV 1893       | 12 | 01 | 0 | 11 | 020:141 | 02:22  |

Abkürzungen: Sp = Spiele, S = Siege, U = Unentschieden, N = Niederlagen.

Erläuterungen: Relegation zur Oberliga.

## Regionalliga Süd
|    |                           | Sp | S | U | N | Tore  | Punkte |
| -- | ------------------------- | -- | - | - | - | ----- | ------ |
| 1. | ERV Ravensburg            | 6  | 4 | 0 | 2 | 32:23 | 8:4    |
| 2. | SC Ziegelwies             | 5  | 3 | 0 | 2 | 25:18 | 6:4    |
| 3. | EV Pfronten               | 5  | 2 | 0 | 3 | 24:23 | 4:6    |
| 4. | SC Garmisch-Partenkirchen | 6  | 2 | 0 | 4 | 19:36 | 4:8    |

Abkürzungen: Sp = Spiele, S = Siege, U = Unentschieden, N = Niederlagen.

Erläuterungen: Relegation zur Oberliga.
Ob das fehlende Spiel durchgeführt wurde, ist nicht bekannt.

## Regionalligameisterschaft
ERV Ravensburg – EC Hannover  4:3, 11:1